# Virginie Barré
Virginie Barré est une plasticienne française née en 1970 à Quimper.

## Biographie
Virginie Barré vit et travaille à Douarnenez. Elle est représentée par la galerie Loevenbruck à Paris.
Ses œuvres vont du dessin aux marionnettes, des installations (notamment des reconstitutions de scènes de crime) aux sculptures, de la bande dessinée au dessin animé. Pour son travail souvent centré sur le danger, de disparition ou de meurtre, Virginie Barré s'est parfois inspirée du cinéma américain : Shining, eXistenZ, Alfred Hitchcock, David Lynch. Mais ses références empruntent aussi au cinéma européen ou à la science-fiction.

## Expositions

### Expositions personnelles
- 1994 : Cache-cache petit mort, Nantes, galerie Oxymore.
- 1997 : Pare-contres, Perpignan, galerie des Beaux-Arts de Perpignan.
- 2000 :
  - Pauvre Jack, Lorient, galerie des Beaux-Arts ;
  - Help Agence Jestin Robert, Nantes, galerie de l'ERBAN ;
  - Les Expositions de ma manche rouge, Nantes, Lili Reynaud.
- 2001 :
  - Redrum, Paris, galerie Loevenbruck (9 novembre-8 décembre) ;
  - Les Rêveurs 2, Marseille, galerie friche de la belle de mai (21 avril-19 mai) ;
  - Oublie-moi, Nantes, galerie Ipso Facto (7 avril-29 avril) (avec Olivier Notellet) ;
  - Computer cosmos, Nice, galerie Françoise Vigna (17 février-14 mars) (avec Bruno Peinado) ;
  - Rouge Total, Pau, Le Parvis (avec Stéphane Sautour).
- 2003 :
  - Overlook, Pau, Le Parvis (23 avril-21 juin) ;
  - Nice, villa Arson (25 janvier-30 mars).
- 2004 :
  - Ecarlate, Caen, FRAC Basse-Normandie (2 octobre-14 novembre) ;
  - Les maisons modernes manquent de couloirs, Douarnenez, La Friche (24 juillet-14 août) ;
  - Starting Game, Bordeaux, musée des beaux-arts (2 mai-29 août) ;
  - Les Gras, Gennevilliers, école des beaux-arts Édouard-Manet (3 avril-2 mai).
- 2005 :
  - FIAC, Paris (6 octobre-10 octobre) ;
  - Simple Dames, Paris, galerie Loevenbruck (4 février-19 mars) ;
  - El corte frances, Barcelone, ADN Galerià (10 janvier-15 février) (avec Bruno Peinado).
- 2006 :
  - Bauhaus, New York, Parker's Box gallery (1er décembre-14 janvier 2007) ;
  - Bauhaus et Indians, Londres, Ritter/Zamet Gallery (10 octobre-18 novembre) ;
  - Angers, abbaye du Ronceray (1er juillet-17 septembre).
- 2007 :
  - Calendrier de l'Avent, Meymac, centre d'art contemporain ;
  - Slumberland, Saint-Cyprien village, collections de Saint-Cyprien (24 février-22 avril) ;
  - Blissfully, Barcelone, ADN galeria (14 février-31 mars) (avec Bruno Peinado).
- 2008 : Paul Éluard, Pont-de-Briques (Nord Pas-de-Calais).
- 2013 : Odette Spirit[1], 40mcube Black Room, Rennes. Commissariat : 40mcube.
- 2019 : La Cascadeure[2], 40mcube, Rennes. Commissariat : 40mcube.
- 2022 : Juste au dessus des Roches Noires, du (26 février-12 juin), Trouville-sur-Mer, musée de Trouville - Villa Montebello.
- 2023 : Nous dans la vie, Galerie Loevenbruck, Paris[3].

### Expositions collectives
- 2006 : « L'Ambassade des Possibles »[4], 40mcube, Rennes. Commissariat : 40mcube.
- 2008 : « Anachronismes et autres manipulations spatio-temporelles #2 : Universalisme »[5], 40mcube, Rennes. Commissariat : 40mcube.
- 2010 : « La main numérique »[6], MABA, Nogent-sur-Marne. Commissariat : Dominique Païni
- 2017 : « HubHug Sculpture Project »[7], 40mcube HubHug, Liffré. Commissariat  : 40mcube.
- 2019 : « Le réel est une fiction, seule la fiction est réelle », exposition anniversaire des 40 ans[8], abbaye Saint-André, Meymac, centre d'art contemporain.

## Œuvres dans les collections publiques
- Bordeaux, musée des Beaux-Arts : Mannequin, 2004, textile, résine, technique mixte[9].
- Caen, FRAC Basse-Normandie.
- Paris, Fonds national d'art contemporain.
- Toulouse, Les Abattoirs :
  - Tangina, 2003, ensemble de deux mannequins (femme Tangina en résine, petit mannequin en bois articulé, tête en polystyrène), ruban adhésif, vêtements[10] ;
  - Time after time, 2006, grand mannequin en résine polyester et résine de coulée époxy, peaux de cheval sur la tête, peaux de mouton au sol, tissu, couverture en feutre, couverture militaire, petit mannequin en résine[11].